# Coloman de Galicie
Coloman Ier de Galicie (en ukrainien: Коломан Галицький, en hongrois: Kálmán) (env. 1207 — juin 1241) a été roi de Galicie-Volhynie (1214-1219 et 1219-1221) et duc de Slavonie (1226-1241) de la dynastie Árpád .

Après le décès de Roman le Grand en 1205, les boyards se sont rebellés en forçant son fils et futur Daniel de Galicie, alors âgé de 4 ans, à partir en exil. Après une période du gouvernement des boyards, André II de Hongrie et Lech le Blanc de Cracovie ont envahi la Galicie en mettant Coloman, époux 
depuis 1214 de Salomé, fille de Lech le Blanc, sur le trône de Halych. 
Au début de 1216, Coloman a été couronné premier roi de Galicie-Volhynie par Innocent III. En 1219, en raison d'un conflit avec André II de Hongrie, le beau-père de Coloman s'allie à Mstislav, prince russe de Novgorod et Coloman est chassé. La même année, il reprend le trône mais Mstislav s'empare du pouvoir en 1221 et André II fiance alors son 3e fils et homonyme, André (mort en 1234), à Marie-Hélène la fille de Mstislav à qui Coloman cède ses droits.
Coloman revenu en Hongrie devient en 1226 duc de Slavonie, Croatie et Dalmatie qui faisaient à l'époque partie du royaume hongrois, en remplacement de son frère aîné Béla. Le 11 mai 1241, il participe à la Bataille de Mohi contre les Mongols. Grièvement blessé lors du combat, Coloman  descend vers le sud et parvient à Segesd dans le comitat de Somogy en passant par Pest, il meurt finalement de ses blessures en se retirant vers Zagreb avec le roi et la cour quelques semaines plus tard.  

## Sources
- (hu) Gyula Kristó,(editor): Korai Magyar Történeti Lexikon - 9-14. század (Encyclopedia of the Early Hungarian History - 9-14th centuries); Akadémiai Kiadó, 1994, Budapest  (ISBN 963-05-6722-9).
- Gyula Kristo, Histoire de la Hongrie Médiévale, Tome I, « le Temps des Arpads », Presses Universitaires de Rennes (2000) (ISBN 2-86847-533-7).